# Boston Celtics 1976-1977
La stagione 1976-77 dei Boston Celtics fu la 31ª nella NBA per la franchigia.
I Boston Celtics arrivarono secondi nella Atlantic Division della Eastern Conference con un record di 44-38. Nei play-off vinsero il primo turno con i San Antonio Spurs (2-0), perdendo poi la semifinale di conference con i Philadelphia 76ers (4-3).

## Roster
| N° | Naz.                   | Ruolo | Sportivo       | Anno | Alt. | Peso |
| -- | ---------------------- | ----- | -------------- | ---- | ---- | ---- |
| 10 | Stati Uniti (bandiera) | G     | Jo Jo White    | 1946 | 191  | 86   |
| 11 | Stati Uniti (bandiera) | GA    | Charlie Scott  | 1948 | 196  | 79   |
| 12 | Stati Uniti (bandiera) | AC    | Sidney Wicks   | 1949 | 203  | 102  |
| 17 | Stati Uniti (bandiera) | GA    | John Havlicek  | 1940 | 196  | 92   |
| 18 | Stati Uniti (bandiera) | AC    | Dave Cowens    | 1948 | 206  | 104  |
| 20 | Stati Uniti (bandiera) | A     | Fred Saunders  | 1951 | 201  | 95   |
| 27 | Stati Uniti (bandiera) | G     | Kevin Stacom   | 1951 | 191  | 84   |
| 31 | Stati Uniti (bandiera) | AC    | Tom Boswell    | 1953 | 206  | 100  |
| 33 | Stati Uniti (bandiera) | AC    | Steve Kuberski | 1947 | 203  | 98   |
| 34 | Stati Uniti (bandiera) | AC    | Jim Ard        | 1948 | 203  | 98   |
| 41 | Stati Uniti (bandiera) | A     | Curtis Rowe    | 1949 | 201  | 102  |
| 42 | Stati Uniti (bandiera) | G     | Bobby Wilson   | 1951 | 191  | 79   |
| 52 | Stati Uniti (bandiera) | A     | Norm Cook      | 1955 | 203  | 95   |

## Staff tecnico
- Allenatore: Tom Heinsohn
- Vice-allenatore: John Killilea
- Preparatore atletico: Frank Challant